# Luckey
Luckey és una població dels Estats Units a l'estat d'Ohio. Segons el cens del 2000 tenia 998 habitants.

## Demografia
Segons el cens del 2000, Luckey tenia 998 habitants, 357 habitatges, i 279 famílies. La densitat de població era de 566,7 habitants per km².
Dels 357 habitatges en un 43,7% hi vivien nens de menys de 18 anys, en un 65,5% hi vivien parelles casades, en un 9,2% dones solteres, i en un 21,6% no eren unitats familiars. En el 19,3% dels habitatges hi vivien persones soles el 10,4% de les quals corresponia a persones de 65 anys o més que vivien soles. El nombre mitjà de persones vivint en cada habitatge era de 2,8 i el nombre mitjà de persones que vivien en cada família era de 3,2.
Per edats la població es repartia de la següent manera: un 32,5% tenia menys de 18 anys, un 5,5% entre 18 i 24, un 30,3% entre 25 i 44, un 18% de 45 a 60 i un 13,7% 65 anys o més.
L'edat mediana era de 34 anys. Per cada 100 dones de 18 o més anys hi havia 94,2 homes.
La renda mediana per habitatge era de 47.917 $ i la renda mediana per família de 51.382 $. Els homes tenien una renda mediana de 40.278 $ mentre que les dones 24.338 $. La renda per capita de la població era de 17.678 $. Aproximadament el 2,6% de les famílies i el 5,4% de la població estaven per davall del llindar de pobresa.

## Poblacions més properes
El següent diagrama mostra les poblacions més properes.